# Chaetanthera sphaeroidalis
Chaetanthera sphaeroidalis là một loài thực vật có hoa trong họ Cúc. Loài này được (Reiche) Hicken mô tả khoa học đầu tiên năm 1922.